# فیلزوم
فیلزوم (به آلمانی: Filsum) یک شهر در آلمان است که در Jümme واقع شده‌است. فیلزوم ۲٬۱۳۴ نفر جمعیت دارد.